# Alone in Berlin
Alone in Berlin (Duits: Jeder stirbt für sich allein) is een Duits-Frans-Britse film uit 2016 onder regie van Vincent Perez, gebaseerd op het boek Jeder stirbt für sich allein, (vertaald als Alleen in Berlijn) van Hans Fallada. De film ging op 15 februari in première op het Internationaal filmfestival van Berlijn.

## Verhaal
Berlijn, juni 1940. Terwijl de nazipropaganda de overwinning op Frankrijk viert, zit een echtpaar Anna en Otto Quangel in rouw in een woonkamer in Prenzlauer Berg omdat hun zoon gesneuveld is aan het front. Ze zijn hun vertrouwen en geloof in het regime kwijt en willen de leugens van de Führer aanklagen. Ze beginnen postkaarten te schrijven met anti-naziteksten en verspreiden deze door ze heimelijk achter te laten in trappenhuizen van allerlei toegankelijke gebouwen. De Gestapo zit twee jaar lang achter hen aan tot ze in 1942 gearresteerd worden. 
Uiteindelijk blijkt alleen Kommissar Escherich door hen met de inhoud van hun subversieve boodschappen aan het twijfelen te zijn gezet, die juist door de brute bejegening van de door hem na lang speurwerk overgeleverde arrestanten de ware aard van het door hem gediend nazi-regime gaat inzien.

## Rolverdeling
| Acteur            | Personage                                                            |
| ----------------- | -------------------------------------------------------------------- |
| Emma Thompson     | Anna Quangel                                                         |
| Brendan Gleeson   | Otto Quangel                                                         |
| Daniel Brühl      | Kommissar Escherich                                                  |
| Mikael Persbrandt | Standartenführer Prall (in het boek van Fallada Obersturmbannführer) |
| Monique Chaumette | Frau Rosenthal                                                       |
| Joachim Bissmeier | Richter Fromm (in het boek van Fallada Richter Feisler)              |
| Katrin Pollitt    | Eva Kluge                                                            |
| Lars Rudolph      | Enno Kluge                                                           |
| Uwe Preuss        | Persicke                                                             |
| Daniel Sträßer    | Kriminal-Oberassistent Zott                                          |

## Productie
Het boek Jeder stirbt für sich allein werd in 1947 postuum gepubliceerd, enkele weken na het overlijden van de auteur Hans Fallada en werd eerder al verfilmd in 1962 en 1975 en als televisieserie uitgebracht in 1970. Marco Pacchioni en Vincent Perez verkregen in 2007 de filmrechten en de filmopnames gingen van start op 27 maart 2015 in Berlijn. Er werd ook gefilmd in Keulen en Görlitz.